# Frank Victor Swift
Frank Victor Swift (Blackpool, 26 de desembre de 1913 - Múnic, 6 de febrer de 1958) fou un futbolista anglès dels anys 1930 i 1940.
Passà la totalitat de la seva carrera esportiva al Manchester City, exceptuant diversos partits com a convidat a altres clubs durant la II Guerra Mundial a club com el Liverpool o el Fulham FC. Amb el City guanyà la FA Cup l'any 1934. En total jugà al club entre 1933 i 1949. Amb la selecció anglesa jugà per primer el 1939, durant la Guerra Mundial. El seu darrer partit amb la selecció fou el 1949.
Un cop retirat esdevingué periodista del diari News of the World. Va morir al desastre aeri de Múnic, seguint al club Manchester United FC que acabava de disputar un partit a Belgrad.
Swift és considerat un dels millors porters de futbol anglesos de tots els temps. El 1998 fou escollit per la Football League a la llista de les 100 llegendes del futbol anglès.